# Vollenhovia undet
Vollenhovia undet é uma espécie de formiga do gênero Vollenhovia, pertencente à subfamília Myrmicinae.